# Сортировочная улица (Екатеринбург)
Сортиро́вочная улица — улица в жилом районе (микрорайоне) «Сортировочный» Железнодорожного административного района Екатеринбурга. Улица получила своё название в честь сортировочной станции Свердловск-Сортировочный.

## Расположение и благоустройство
Сортировочная улица проходит с северо-востока на юго-запад между улицами Коуровской и Надеждинской. Начинается от пересечения с улицей Миномётчиков и заканчивается поворотом на улицу Пехотинцев. Пересекается с улицами Таватуйской и Технической, а также с проспектом Седова.
Протяжённость улицы составляет около 1200 метров. На протяжении улицы имеется два светофора и один нерегулируемый пешеходный переход. С обеих сторон улица оборудована тротуарами и уличным освещением.

## Архитектура
На улице располагается ряд 2-, 4- и 5-этажных жилых домов, а также несколько административных зданий.

## Примечательные здания и сооружения
- № 11 — Общежитие (бывшее здание детской поликлиники).
- № 16 — «Дворец свадеб» (бывшее здание АТС №52).
- № 19 — Управление социальной защиты населения по г. Екатеринбургу (бывшее здание музыкальной школы).

## Транспорт

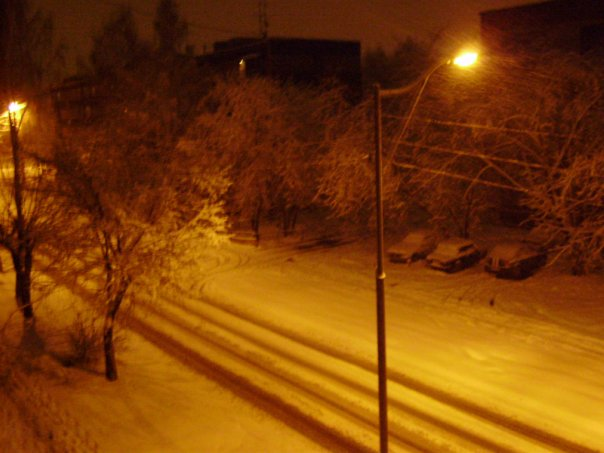
Улица Сортировочная зимой

### Наземный общественный транспорт
По улице Сортировочная не проходят маршруты наземного транспорта, однако, есть несколько  остановок общественного транспорта на пересечении с другими улицами: остановка автобуса № 43 и маршрутного такси №21 «Сортировочная» (одна на пересечении с проспектом Седова, другая — на пересечении с улицей Таватуйской) и остановка трамваев № 7, 10, 13, 24 «Школа им. Рахманинова» (на пересечении с улицей Технической).

### Ближайшие станции метро
Действующих станций Екатеринбургского метрополитена не имеется, линий метро к улице проводить не запланировано.